# Mapaniopsis
Mapaniopsis  C.B.Clarke  é um género botânico pertencente à família Cyperaceae.

## Espécies
- Mapaniopsis effusa
- Mapaniopsis micrococca